# Aníbal Acevedo Vilá
Aníbal Salvador Acevedo Vilá (Hato Rey, 13 de febrer de 1962) és un polític i advocat porto-riqueny. Va ser el novè Governador de Puerto Rico, des del 2005 fins al 2009.
Es va llicenciar per la Universitat Harvard el 1987 i també a la Facultat de dret de la Universitat de Puerto Rico, on va obtenir el seu grau Juris Doctor. Acevedo Vilá ha ocupat diversos càrrecs públics en el govern de Puerto Rico amb el Partit Popular Democràtic, servint com a membre de la cambra de Representants de Puerto Rico (1993–2001) i com a Comissionat Resident de Puerto Rico (2001–2005), abans de ser anomenat governador, el 2 de gener de 2005. Va ser també membre de l'Associació Nacional de Governadors, de l'Associació dels governadors del sud i de l'Associació democràtica de governadors. També va col·laborar amb el President dels Estats Units Barack Obama en la seva campanya presidencial. Actualment és professor adjunt de la Universitat de Dret de Puerto Rico.
El 27 de març de 2008, Acevedo Vilá va ser acusat pel Tribunal de Districte dels EUA del Districte de Puerto Rico de 19 irregularitats en el finançament de la seva campanya electoral. Ell va reclamar la seva innocència de tots els càrrecs i el 19 d'agost de 2008, va ser acusat amb cinc acusacions més. L'1 de desembre de 2008 el jutge Paul Barbadoro va determinar que 15 d'aquells càrrecs van ser basats en una mala interpretació dels fets, deixant-li amb nou acusacions. El 20 de març de 2009, va ser declarat no culpable per un jurat.
El 4 de novembre de 2008, no va poder ser reelegit per segona vegada com a governador, perdent davant el Comissionat Resident Luis Fortuño Burset. Dos dies més tard va abandonar la presidència del Partit Popular Democràtic.